# Ловчен
Ловчен (серб. Lovćen, Ловћен) — гора в однойменному національному парку в общині Цетинє, Чорногорія. Її висота становить 1 749 метрів. Гора має дві вершини: Штировнік (серб. Štirovnik) (1 749 м) та Єзерські Верх (серб. Jezerski vrh) (1 657 м). З 1945 по 1994 рік, зображення гори з розміщеним на ній мавзолеєм Петра II, містилося на гербі Соціалістичної республіки Чорногорія.

## Національний парк
Національний парк охоплює центральну та найвищу частину гірського масиву і займає площу 62,20 км2 (24,02 миля2). У 1952 році він був оголошений національним парком. Крім природних особливостей Ловчена, національний парк охороняє значну історичну, культурну та архітектурну спадщину району.
Район має численні елементи національного будівництва. Автентичні старі будинки та село гувна, а також дачі в катунах, літніх поселеннях скотарів.
Особливою архітектурною реліквією, яку варто згадати, є шлях, що тягнеться вгору від Котора до села Негуші, місця народження королівської родини Чорногорії, Дім Петрович-Негош.

## Галерея

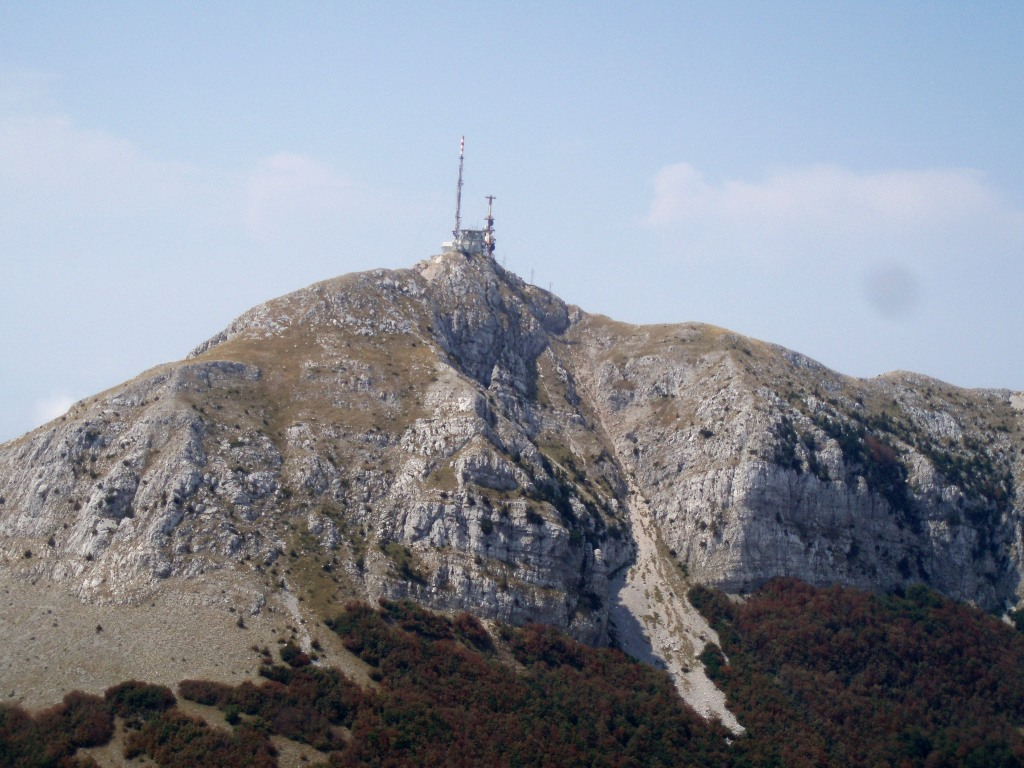
Вершина Штировнік
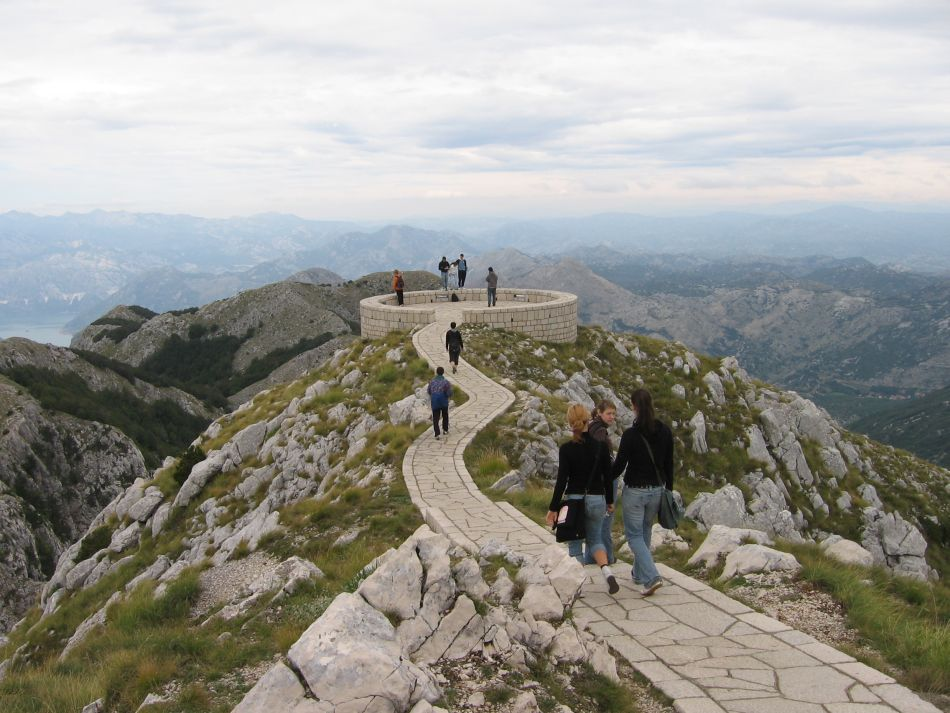
Панорама
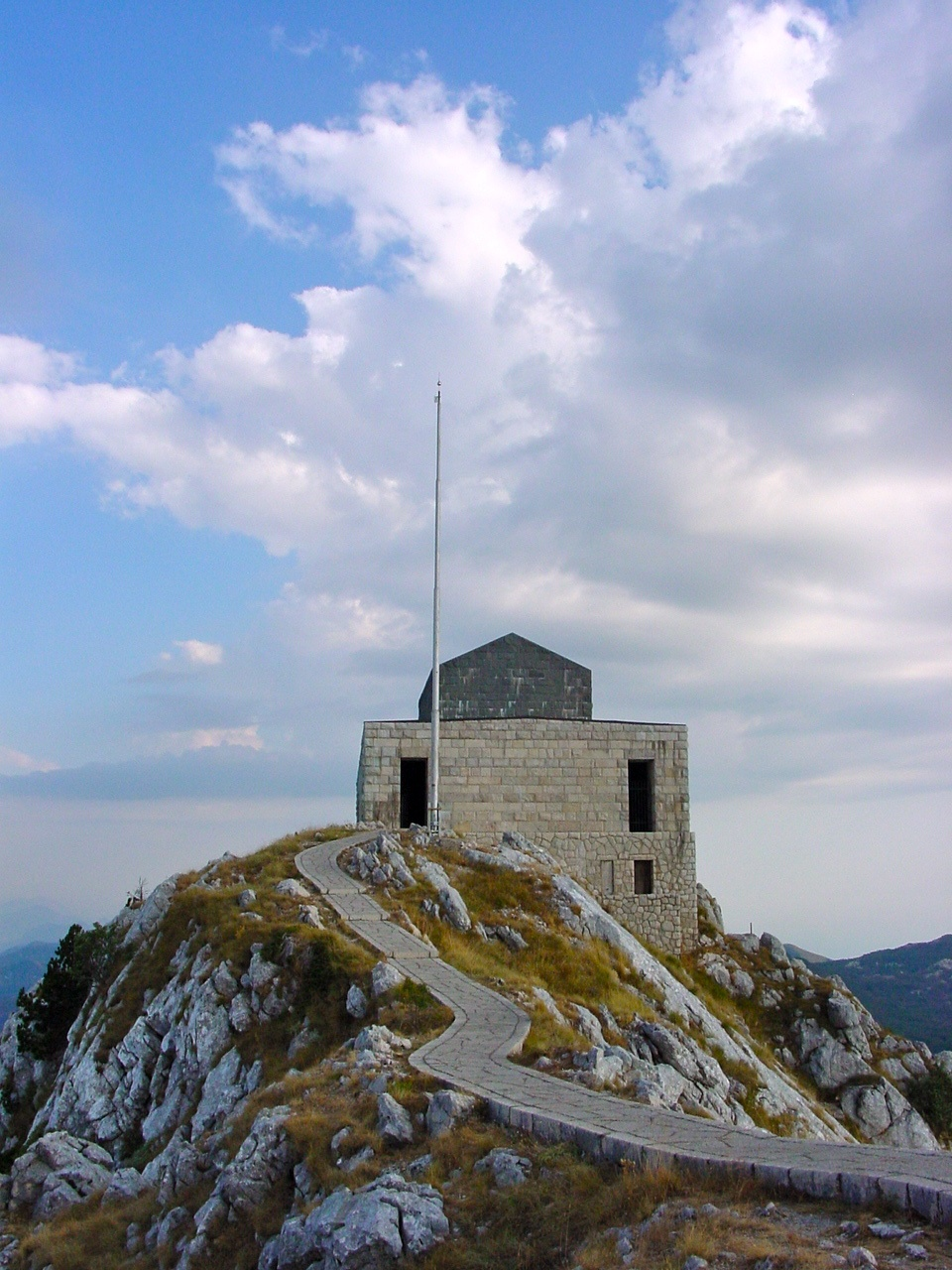
Мавзолей Петра ІІ Негоша на вершині Єзерські Верх
Герб СР Чорногорія